# Лебедева, Галина Михайловна (батутистка)
Галина Михайловна Лебедева (род. 17 июля 1976, Витебск) — белорусская батутистка, чемпионка мира и Европы, заслуженный мастер спорта Республики Беларусь(1998).

## Биография
Родилась в 1976 году в Витебске. Тренировалась у заслуженного тренера СССР Владимира Швальбо и заслуженного тренера Республики Беларусь Валерия Вагеля.
Чемпионка (2003), серебряная (1994, 1996, 1998) и бронзовая (1996, 1999, 2001) призер чемпионатов мира, чемпионка (1997, 1998, 2000, 2002, 2004), серебряная (1995, 1997, 1998, 2000) и бронзовая (1995, 1997, 2002) призер чемпионатов Европы.
С 1992 года работала инструктором национальной сборной Республики Беларусь по прыжкам на батуте.
После окончания спортивной карьеры работала в «Cirque du Soleil».

## Награды и звания
- Мастер спорта СССР (1991)
- Мастер спорта Республики Беларусь международного класса (1993)
- Заслуженный мастер спорта Республики Беларусь (1998)